# Zsigmond Remenyik
Zsigmond Remenyik (n. 1900 – d. 1962) a fost un scriitor maghiar.